# Technosol

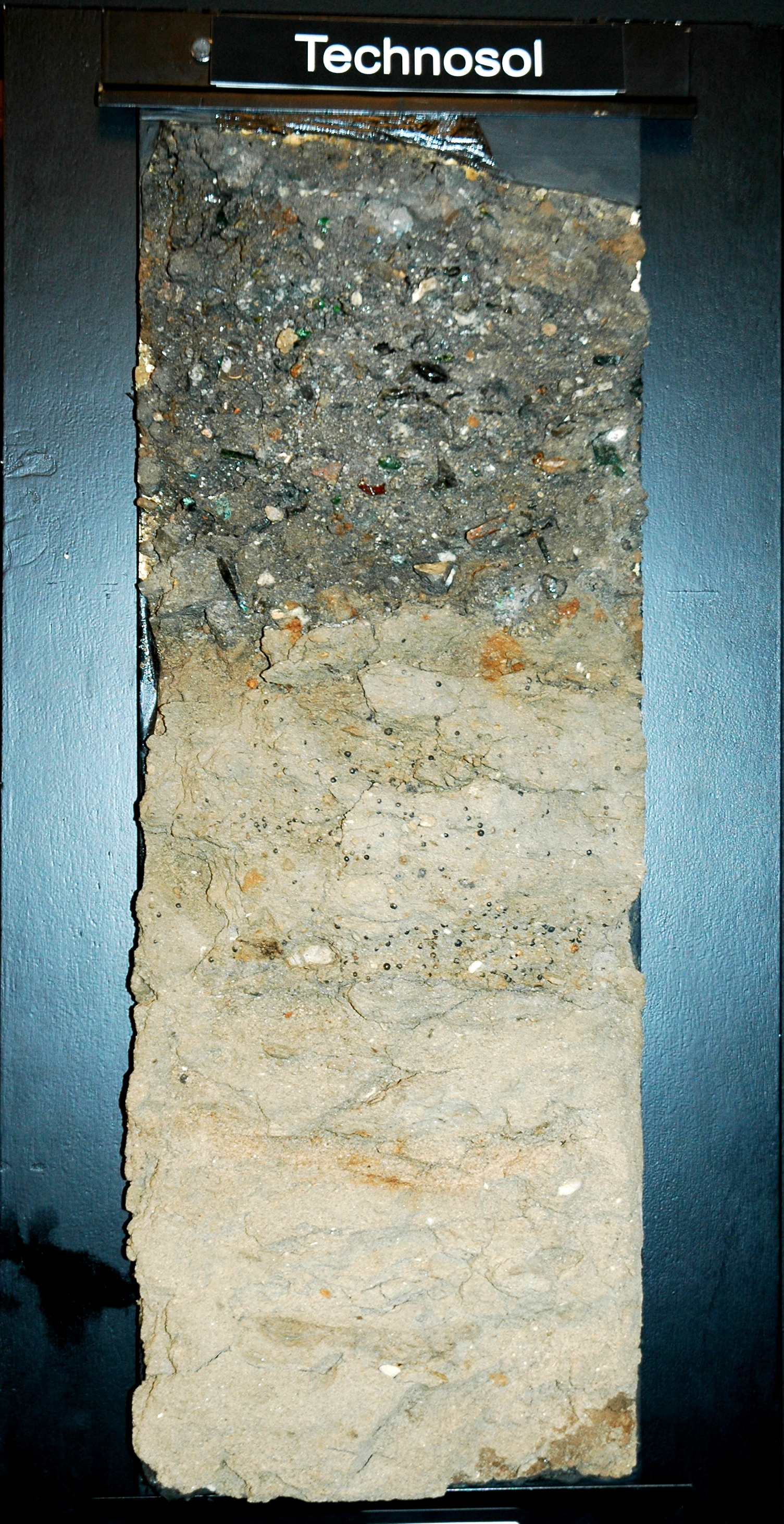
Technosol

Een Technosol (in de World Reference Base for Soil Resources) is een nieuw bodemtype die alle bodems omvat waarvan eigenschappen en bodemvorming zijn gedomineerd door menselijke (technische) activiteiten. Deze bodems bevatten een significante hoeveelheid artefacten (bestanddelen in de bodem die hier door menselijk handelen in terecht zijn gekomen), of ze zijn afgesloten door een kunstmatige harde laag (harde door de mens gecreëerde op steen gelijkende materialen). Dit bodemtype omvat bodems in allerlei soorten afval, bodems onder verhardingen en bodems in door de mens gecreëerde materialen. Technosols worden in de nieuwe Russische bodemclassificatie aangeduid als technogene oppervlakkige formaties.
Technosols zijn ontwikkeld in allerlei materialen, die het gevolg zijn van menselijke activiteiten, die niet op natuurlijke wijze aan het aardoppervlak voorkomen. Ze zijn over de gehele wereld te vinden, vooral in stedelijke en industriële gebieden, en kunnen voorkomen in complexe associaties met andere bodemgroepen.
Deze bodems zijn naar verhouding veel vaker verontreinigd dan andere bodems. Veel Technosols dienen daarom met zorg behandeld te worden, omdat er toxische stoffen vrij kunnen komen.